# Камзараков, Дмитрий Константинович
Дмитрий Константинович Камзараков (1918—1944) — старший сержант Рабоче-крестьянской Красной Армии, участник Великой Отечественной войны, Герой Советского Союза (1945).

## Биография
Дмитрий Камзараков родился в 1918 году в деревне Чебачёвка (ныне не существует, находилась на территории современного Солтонского района Алтайского края). В 1939 году Камзараков был призван на службу в Рабоче-крестьянскую Красную Армию. С сентября 1941 года — на фронтах Великой Отечественной войны. К июню 1944 года старший сержант Дмитрий Камзараков был помощником командира взвода 757-го стрелкового полка 222-й стрелковой дивизии 33-й армии 2-го Белорусского фронта. Отличился во время освобождения Могилёвской области Белорусской ССР.
23 июня 1944 года Камзараков организовал успешную переправу взвода через реку Проня в районе города Горки и бои на плацдарме на её западном берегу. В тех боях взвод уничтожил более 150 немецких солдат и офицеров. 23 августа 1944 года Камзараков погиб в бою. Похоронен в литовском городе Вилкавишкис.
Указом Президиума Верховного Совета СССР от 24 марта 1945 года старший сержант Дмитрий Камзараков посмертно был удостоен высокого звания Героя Советского Союза. Также был награждён орденом Ленина и медалью.